# サン・ジェローム (ケベック州)
サン・ジェローム（Saint-Jérôme）は、カナダのケベック州の ローレンティッド地域のリヴィエール・デュ・ノール郡にある都市。モントリオール大都市圏に属し、人口は2016年時点で7万4346人。1752年にはヌーベルフランス総督のジョンキエール侯爵ジャック＝ピエール・ド・ラ・ジョンキエールによって入植開始された古い町で1834年に創設された。2002年に周辺自治体と合併して現在に至る。

## 地理
モントリオールの北西45㎞に位置している。

### 人口
2016年センサスによる人口は74,346人である。2016年の統計による住民の母語の割合はフランス語が92.43%と大半を占める。
| 母語話者（サン・ジェローム）2016 | 母語話者（サン・ジェローム）2016 | 母語話者（サン・ジェローム）2016 | 母語話者（サン・ジェローム）2016 | 母語話者（サン・ジェローム）2016 |
| -------------------------------- | -------------------------------- | -------------------------------- | -------------------------------- | -------------------------------- |
|                                  |                                  |                                  |                                  |                                  |
| フランス語                       | フランス語                       |                                  | 92.43%                           | 92.43%                           |
| 英語                             | 英語                             |                                  | 1.46%                            | 1.46%                            |

## 交通

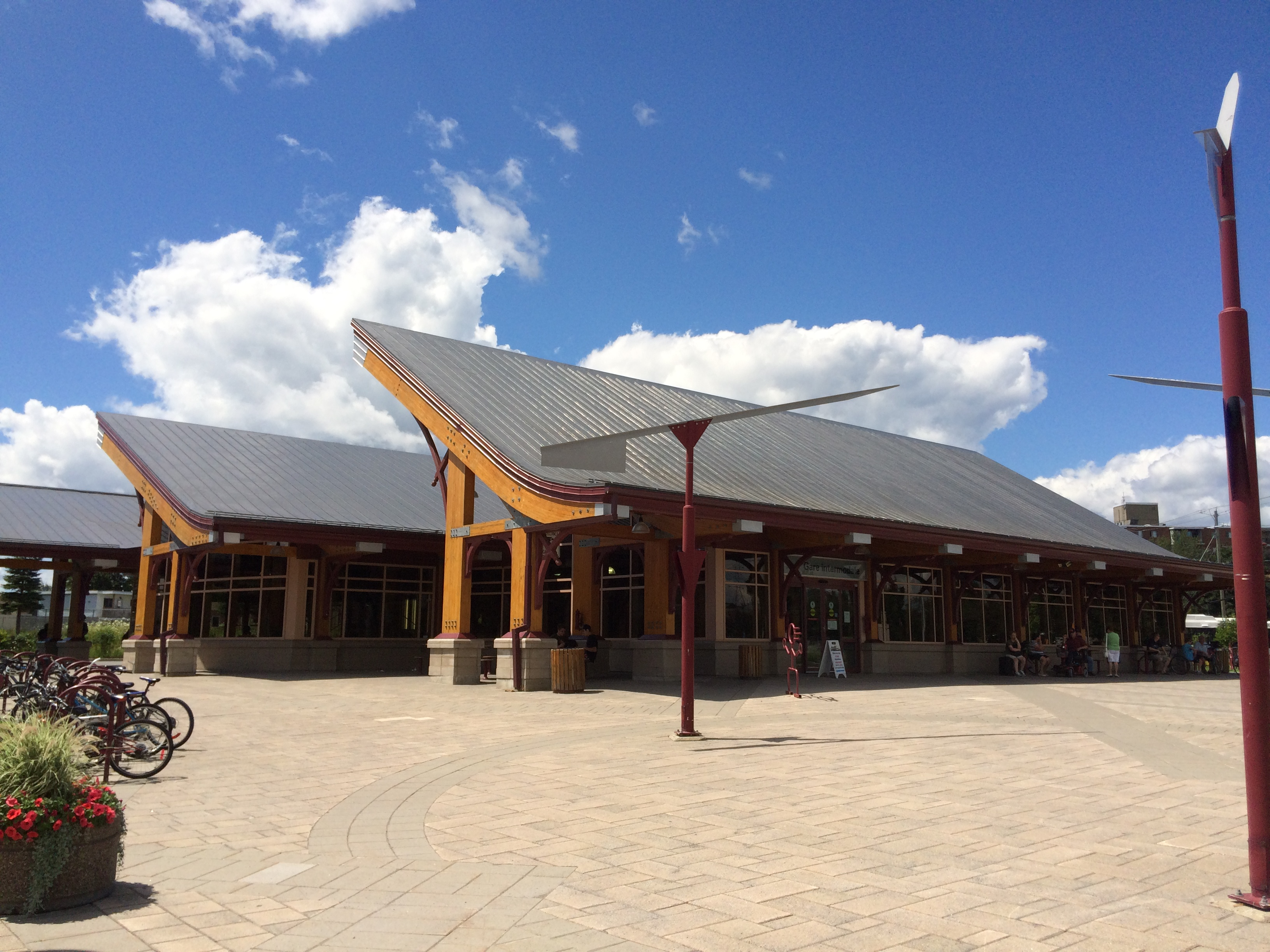
サン・ジェローム駅

### 鉄道
RTM（Réseau de transport métropolitain）によって運営される郊外列車のサンジェローム線が通っており、サンジェローム駅は同路線の終着駅となっている。

### バス
Exoバスが運行されている。

## 姉妹都市
- リジュー